# (2179) Platzeck
(2179) Platzeck est un astéroïde de la ceinture principale.

## Description
(2179) Platzeck est un astéroïde de la ceinture principale. Il fut découvert le 28 juin 1965 à El Leoncito par Arnold R. Klemola. Il présente une orbite caractérisée par un demi-grand axe de 3,01 UA, une excentricité de 0,10 et une inclinaison de 10,5° par rapport à l'écliptique.

## Compléments